# Верхів'я річки Малої Токмачки
Верхів'я річки Малої Токмачки — один з об'єктів природно-заповідного фонду Запорізької області, ландшафтний заказник місцевого значення.

## Розташування
Заказник розташований в Пологівському районі, Запорізької області на території Григорівської сільської ради за 2 км на схід від околиці села Григорівка.

## Історія
Ландшафтний заказник місцевого значення «Верхів'я річки Малої Токмачки» був оголошений рішенням Запорізької обласної ради народних депутатів шостого скликання № 28 від 22 листопада 2012 року.

## Мета
Мета створення заказника — збереження ландшафтного та біологічного різноманіття, підтримання екологічного балансу, раціональне використання природних і рекреаційних ресурсів Запорізької області.

## Значення
Ландшафтний заказник місцевого значення «Верхів'я річки Малої Токмачки» має особливе природоохоронне, естетичне і пізнавальне значення.

## Загальна характеристика
Загальна площа ландшафтного заказника місцевого значення «Верхів'я річки Малої Токмачки» становить 44,5 га.
На території заказника добре зберігся типовий та малозмінений ландшафт.

## Флора
Рослинність представлена лучною рослинністю з фрагментами типчакового степу із кореневищних видів рослин, лісовою, луговою та водною типами рослинності.

## Фауна
Тваринний світ представлений водно-болотними угрупованнями з доповненням степової фауни та лісових видів. Територія заказника є кормовими угіддями для рідкісного виду птахів — орлана-білохвоста, що зансений до Червоної книги України та Європейського Червоного списку.